# Calosopsyche
Calosopsyche (лат.) — род ручейников семейства гидропсихиды (Hydropsychidae) подотряда Annulipalpia.

## Описание
Средней величины ручейники, длина тела около 1 см. Виды Calosopsyche населяют Центральную Америку и Антильские острова. У некоторых видов есть отростчатые, увеличенные преанальные придатки. Листовые преанальные придатки иногда покрывают сегмент или распределены по нему и образуют щетинистую поверхность. Как и у Hydromanicus, возможно архаичное состояние первичных родовых признаков, кроме проэпистернальной щетинистой бородавки, и есть дополнительные примитивные признаки: поперечные жилки передних крыльев
m-cu и cu хорошо разделены, поперечная жилка заднего крыла m-cu присутствует и отчетливо видна. Род характеризуется двумя производными признаками: проэпистернальная щетинковая бородавка отсутствует; и медиальная ячейка заднего крыла открыта. Формула шпор 2-4-4.

## Систематика
Род был впервые выделен в 1977 году на основании типового вида Hydropsyche calosa Banks. Близок Hydromanicus так как имеет архаичное состояние первичных родовых признаков.
Валидный статус рода подтверждён в ходе ревизии, проведённой в 2008 году венгерским энтомологом János Oláh (Department of Environmental Management, Tessedik College, Сарваш, Венгрия) с коллегами.
- Calosopsyche antilles
- Calosopsyche ardisia
- Calosopsyche batesi
- Calosopsyche bicuspis
- Calosopsyche bohio
- Calosopsyche calosa
- Calosopsyche carinifera
- Calosopsyche continentalis
- Calosopsyche cubana
- Calosopsyche darlingtoni
- Calosopsyche davisorum
- Calosopsyche dearmasi
- Calosopsyche domingensis
- Calosopsyche elachista
- Calosopsyche parander
- Calosopsyche praecipua
- Calosopsyche rawlinsi
- Calosopsyche sandrae